# Championnat d'Irlande de football 1961-1962
Navigation
Édition précédente Édition suivante
Le Championnat d'Irlande de football en 1961-1962. Shelbourne FC remporte une nouvelle fois le titre.
Shelbourne et Cork Celtic étant à égalité de points à la fin du championnat, on organisa un match d’appui : Shelbourne l’emporta 1-0 et s’empara ainsi du titre.

## Les 12 clubs participants
- Bohemian Football Club
- Cork Celtic Football Club
- Cork Hibernians Football Club
- Drumcondra Football Club
- Dundalk Football Club
- Limerick Football Club
- St. Patrick's Athletic Football Club
- Shamrock Rovers Football Club
- Shelbourne Football Club
- Sligo Rovers Football Club
- Transport Football Club
- Waterford United Football Club

## Classement
| Rang | Équipe                    | Pts | J  | G  | N | P  | Bp | Bc | Diff |
| ---- | ------------------------- | --- | -- | -- | - | -- | -- | -- | ---- |
| 1    | Shelbourne FC             | 35  | 22 | 15 | 5 | 2  | 55 | 23 | +32  |
| 2    | Cork Celtic FC            | 35  | 22 | 16 | 3 | 3  | 71 | 24 | +47  |
| 3    | Shamrock Rovers           | 31  | 22 | 14 | 3 | 5  | 51 | 32 | +19  |
| 4    | St. Patrick's Athletic FC | 25  | 22 | 11 | 3 | 8  | 48 | 46 | +2   |
| 5    | Cork Hibernians           | 25* | 22 | 8  | 8 | 6  | 37 | 36 | +1   |
| 6    | Limerick FC               | 24* | 22 | 10 | 5 | 7  | 41 | 34 | +7   |
| 7    | Drumcondra FC T           | 22  | 22 | 8  | 6 | 8  | 45 | 40 | +5   |
| 8    | Dundalk FC                | 21  | 22 | 8  | 5 | 9  | 42 | 36 | +6   |
| 9    | Bohemian FC               | 17  | 22 | 6  | 5 | 11 | 40 | 46 | -6   |
| 10   | Waterford United          | 17  | 22 | 7  | 3 | 12 | 39 | 49 | -10  |
| 11   | Transport FC              | 7   | 22 | 2  | 3 | 17 | 29 | 76 | -47  |
| 12   | Sligo Rovers              | 5   | 22 | 1  | 3 | 18 | 31 | 87 | -56  |

| Légende : Qualifications et relégations | Légende : Qualifications et relégations                                                                            |
| --------------------------------------- | --- |
|                                         | Champion d'Irlande et Coupe des clubs champions européens 1962-1963, premier tour                                  |
|                                         | Retrait de la compétition à la fin de la saison                                                                    |
|                                         | T : Tenant du titre P : Promu C : Vainqueur de la Coupe d'Irlande 1962 CL : Vainqueur de la Coupe de la Ligue 1962 |

(* Cork Hibernians s’est vu attribuer 1 point pris à Limerick.)

## Source
- (en) Alex Graham, Football in the Republic of Ireland : a Statistical Record 1921–2005, Soccer Books Ltd, novembre 2005, 142 p. (ISBN 978-1862231351).